# Petros Galaktopoulos
Petros Galaktopoulos (griechisch Πέτρος Γαλακτόπουλος; * 6. Juni 1945 in Athen) ist ein ehemaliger griechischer Ringer. Er war Medaillengewinner bei den Olympischen Spielen 1968 und 1972 im griechisch-römischen Stil im Leicht- bzw. Weltergewicht.

## Werdegang
Petros Galaktopoulos begann 1960 beim Sportklub „Ethnikos G.S.“ Athen als Jugendlicher mit dem Ringen. Er entwickelte sich recht schnell zu einem hervorragenden Ringer in beiden Stilarten, der sich bereits 1962 bei den Pan-Hellenistischen Meisterschaften im Vorderfeld platzieren konnte. Sein Debüt bei internationalen Meisterschaften gab Galaktopoulos als Neunzehnjähriger bei den Olympischen Spielen 1964 in Tokio. Im Federgewicht startend kam er dabei auf einen guten 8. Platz im griechisch-römischen Stil, auf den er sich ab da konzentrierte.
Bei der Weltmeisterschaft 1965 in Tampere startete er im Leichtgewicht und erzielte in seinen beiden ersten Kämpfen überlegene Siege. Durch eine Schulterniederlage in seinem dritten Kampf gegen den Hallenser Klaus Pohl schied er allerdings aus und belegte den 7. Platz.
Bei der Europameisterschaft 1966 in Essen hatte Galaktopoulos Pech, denn er verletzte sich in seinem zweiten Kampf gegen Franz Schmitt aus Mainz so schwer, dass er aufgeben musste und auch 1967 an keinen internationalen Meisterschaften teilnehmen konnte. Erstmals nach seiner Verletzungspause war er bei der Europameisterschaft 1968 in Västerås wieder am Start. Er konnte sich aber dort im Leichtgewicht nicht im Vorderfeld platzieren. Umso überraschender kam dann sein Medaillengewinn bei den Olympischen Spielen des gleichen Jahres in Mexiko-Stadt. Galaktopoulos war in hervorragender Form, gewann fünf Kämpfe, darunter waren Siege in der Revanche gegen Klaus Pohl und über Weltmeister Gennadi Sapunow aus der Sowjetunion. Ferner kämpfte er gegen Ex-Weltmeister Stevan Horvat aus Jugoslawien unentschieden. Eine Niederlage gegen den Japaner Muneji Munemura verhinderte aber seinen Olympiasieg.
Bei der Europameisterschaft 1970 in Berlin verpasste Galaktopoulos mit einem 4. Platz knapp eine Medaille, die er aber noch im gleichen Jahr bei der Weltmeisterschaft in Edmonton im Weltergewicht gewann. In Edmonton rang er gegen Weltmeister Wiktor Igumenow aus der Sowjetunion unentschieden, unterlag aber gegen Werner Schröter aus Schifferstadt und kam so auf den 3. Platz.
Seinen ersten Titelgewinn konnte Galaktopoulos 1972 bei der Europameisterschaft in Kattowitz im Weltergewicht feiern und auch bei den Olympischen Spielen 1972 in München stand Galaktopoulos knapp vor dem Olympiasieg. Nach drei Siegen und einem Unentschieden gegen Wiktor Igumenow hatte er sich in das Finale gegen Vítězslav Mácha aus der Tschechoslowakei, gegen den er bei der Europameisterschaft in Kattowitz gewonnen hatte, vorgekämpft. Mácha konnte aber in München den Spieß umdrehen und Galaktopoulos knapp nach Punkten besiegen. Galaktopoulos gewann somit die Silbermedaille.
Nach einer zweijährigen Wettkampfpause startete Galaktopoulos 1975 eine Comeback, das zunächst misslang, denn bei der Europameisterschaft 1975 musste er in seinem zweiten Kampf, in dem er auf Vitešlav Macha traf, wegen Verletzung aufgeben. Bei der Weltmeisterschaft 1975 konnte er wegen dieser Verletzung nicht starten. Bei der Europameisterschaft 1976 in Leningrad gelang Galaktopoulos mit dem 3. Platz aber doch noch ein Medaillengewinn. Sein Ziel, auch bei den Olympischen Spielen 1976 in Montreal eine Medaille zu gewinnen konnte Galaktopoulos nicht verwirklichen. Nach einem Sieg über den Kanadier Brian Renken unterlag er gegen die beiden deutschen Starter Klaus-Peter Göpfert aus Suhl und Karl-Heinz Helbing aus Mainz und kam auf den 8. Platz.
Nach 1976 beendete Galaktopoulos seine Laufbahn als aktiver Ringer. Er arbeitete lange Jahre als Trainer in Griechenland und war auch Trainer der griechischen Ringernationalmannschaft. Außerdem ist Galaktopoulos Geschäftsmann in Athen in der Lebensmittel- und Tourismusbranche. Er war lange Jahre Präsident der Vereinigung der hellenischen Olympiasieger. Für seine Verdienste um den Ringersport wurde er 2004 in die FILA International Wrestling Hall of Fame aufgenommen.

## Internationale Erfolge
(OS = Olympische Spiele, WM = Weltmeisterschaft, EM = Europameisterschaft, GR = griechisch-römischer Stil, Fe = Federgewicht, Le = Leichtgewicht, We = Weltergewicht, damals bis 63 kg, 70 kg bzw. 74 kg Körpergewicht)
- 1964, 8. Platz, OS in Tokio, GR, Fe, mit einem Sieg über Kim Bong-Jo, Nordkorea und Niederlagen gegen Johann Marte, Österreich und Imre Polyák, Ungarn;
- 1965, 7. Platz, WM in Tampere, GR, Le, mit Siegen über Adil Güngör, Türkei und Giovanni Delmonte, Italien und einer Niederlage gegen Klaus Pohl, DDR;
- 1966, unpl., WM in Essen, GR, Le, nach einem Sieg über Josef Brötzner, Österreich, Aufgabe wegen Verletzung im Kampf gegen Franz Schmitt (Ringer), BRD;
- 1967, 2. Platz, Mittelmeerspiele in Tunis, GR, Le, hinter Stevan Horvat, Jugoslawien und vor Pero Bellotti, Italien;
- 1968, 19. Platz, Em in Västerås, GR, Le, nach Niederlagen gegen Boris Butrakow, Bulgarien und Wladimir Novochatko, UdSSR;
- 1968, Bronzemedaille, OS in Mexiko-Stadt, GR, Le, mit Siegen über Mario Tovar, Mexiko, Klaus Pohl, Gennadi Sapunow, UdSSR und Antonius Margaca Galantinho, Portugal, einem Unentschieden gegen Stevan Horvat und einer Niederlage gegen Muneji Munemura, Japan;
- 1970, 4. Platz, EM in Berlin, GR, We, mit Siegen über Werner Schröter, BRD, Jaques Van Lancker, Belgien und Robert Blaser, Schweiz, einem Unentschieden gegen Momir Kecman, Jugoslawien und Niederlagen gegen Antal Steer, Ungarn und Wiktor Igumenow, UdSSR;
- 1970, 3. Platz, WM in Edmonton, GR, We, mit Siegen über Franz Berger, Österreich, John Stanley, Neuseeland und Sırrı Acar, Türkei, einem Unentschieden gegen Wiktor Igumenow und einer Niederlage gegen Werner Schröter;
- 1971, 3. Platz, WM in Sofia, GR, We, mit Siegen über Bruno Brugnolo, Italien, Miklós Hegedűs, Ungarn, Muneji Munemura, Werner Schröter und Boris Butrakow, Unentschieden gegen Daniel Robin, Frankreich und Wiktor Igumenow und einer Niederlage gegen Momir Kecman;
- 1972, 1. Platz, EM in Kattowitz, GR, We, mit Siegen über Kurt Gansserich, BRD, Johann Kiss, Österreich, Kasim Halilow, UdSSR, Boris Butrakow und Vítězslav Mácha, Tschechoslowakei und einem Unentschieden gegen Stanisław Krzesiński, Polen;
- 1972, Silbermedaille, OS in München, GR, We, mit Siegen über Constant Bens, Belgien, Franz Berger, Österreich und Eero Tapio, Finnland, einem Unentschieden gegen Wiktor Igumenow und einer Niederlage gegen Vítězslav Mácha;
- 1975, unpl. EM in Ludwigshafen am Rhein, GR, We, nach einem Sieg über Gheorghe Ciobotaru, Rumänien, Aufgabe wegen Verletzung im Kampf gegen Vítězslav Mácha;
- 1976, 3. Platz, EM in Leningrad, GE, We, mit Siegen über Josip Major, Jugoslawien, Jacques Van Lancker und Ferenc Kocsis, Ungarn und Niederlagen gegen Iosif Berischwili, UdSSR, Gheorghe Ciobotaru und Janko Schopow, Bulgarien;
- 1976, 8. Platz, OS in Montreal, GR, We, mit einem Sieg über Brian Renken, Kanada und Niederlagen gegen Klaus-Peter Göpfert, DDR und Karl-Heinz Helbing, BRD